# Potopa světa

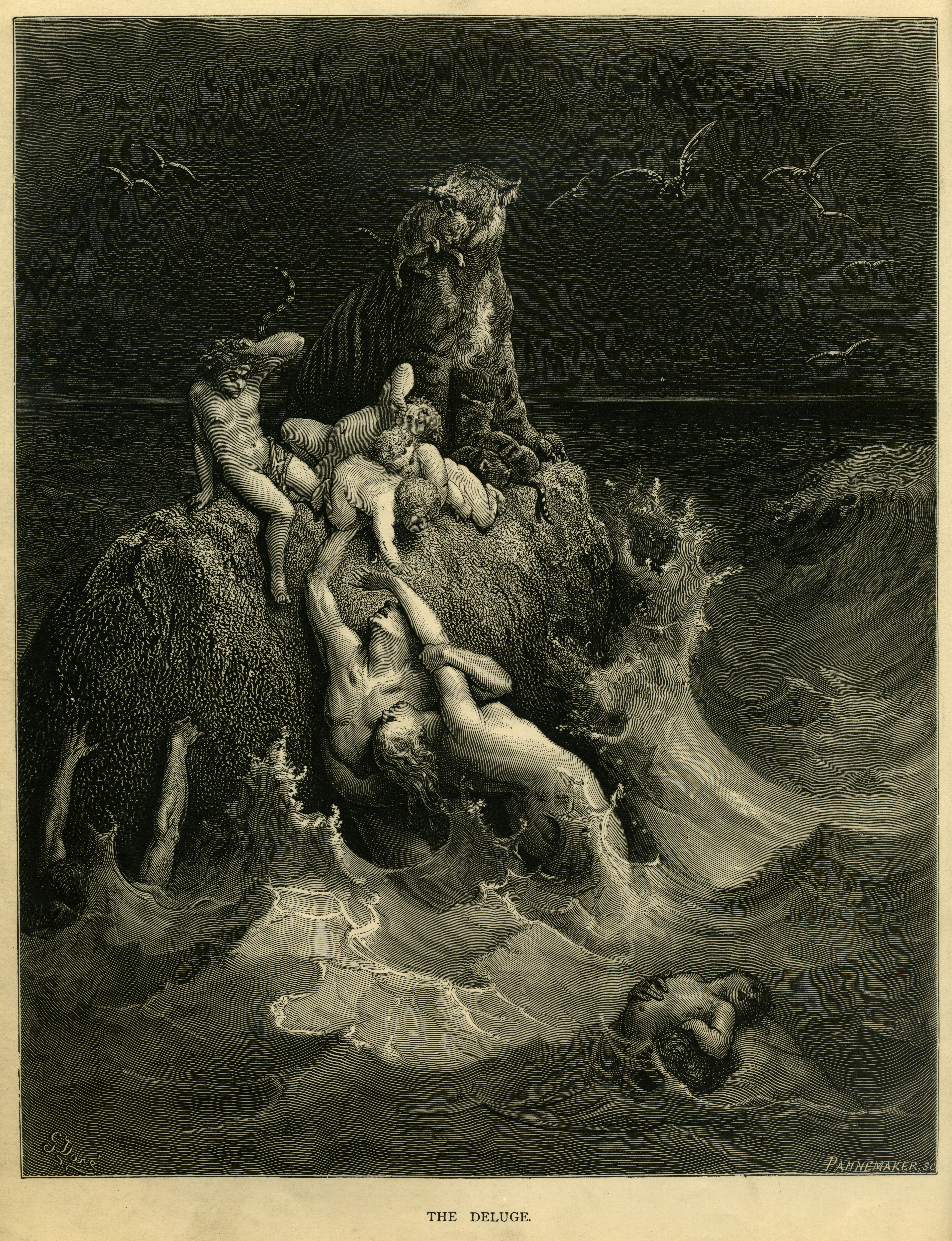
Potopa v ilustrované verzi bible od Gustava Dorého

Potopa (hebrejsky מבול‎, mabul; latinsky diluvium), neboli povodeň, je příběh, vyskytující se v mnoha kulturách světa. V západním světě je potopa známá především z Bible jako celosvětová katastrofa způsobená Božím zásahem proti lidské zkaženosti.

## Potopa světa v Bibli

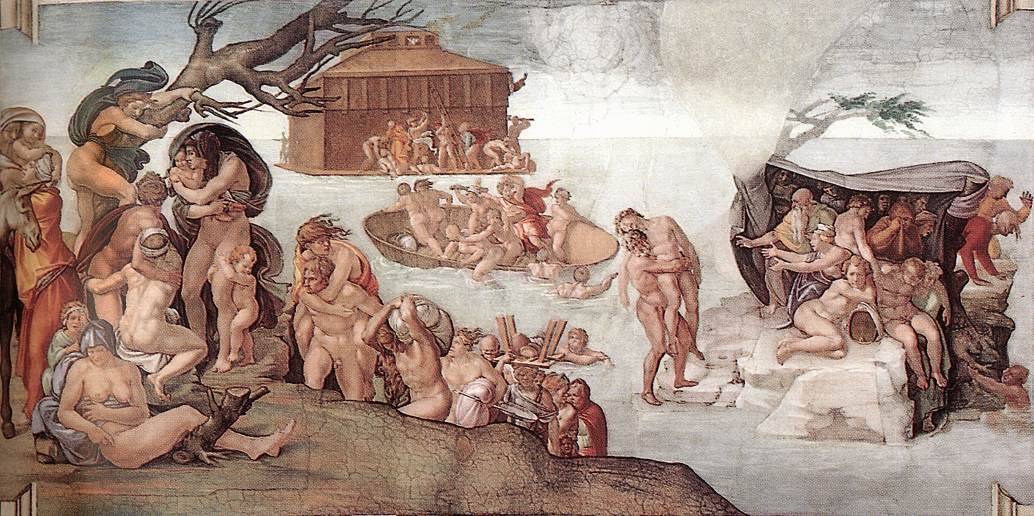
Potopa světa od Michelangela v Sixtinské kapli

Potopu popisuje 6. až 9. kapitola 1. knihy Mojžíšovy jako událost za dnů Noema, který zástupce lidí a zvířat na Boží příkaz zachránil na velikém plavidle zvaném Noemova archa.

### Časové údaje
Podle údajů z rodokmenů zapsaných v bibli došlo k potopě roku 1556 židovského kalendáře, tj. 2204 př. n. l. Podle převažujícího názoru na výklad biblického textu začala potopa 17. chešvanu, tedy na podzim, a to deštěm trvajícím 40 dní. Poté dalších 335 dní trvalo, než vody opadly a osazenstvo archy vystoupilo na pevninu. Noe se svou rodinou a zástupci živočišné říše strávili v arše přesně jeden rok a 10 dní, z toho 7 měsíců „kotvili“ v pohoří Ararat (v dnešním Turecku a Arménii).

### Rozsah a význam
Podle Bible se Bůh rozhodl zničit tehdejší lidskou společnost, protože byla zkažená a plná násilí. Chtěl však, aby přežil spravedlivý Noe a jeho rodina. Proto mu o potopě řekl mnoho let dopředu a dal mu pokyny ke stavbě archy. V arše měl Noe uchovat také zvířata, která by ve vodě nepřežila. Potopu přežili Noe a jeho manželka a jejich tři synové (Sem, Cham a Jáfet) se svými manželkami. Tito lidé se stali praotci nové lidské společnosti. Lamech, otec Noemův, se potopy nedožil, zemřel 4 roky před potopou.

### Citace na jiných místech v Bibli
1. Mojžíšova není jedinou biblickou knihou, kde se o potopě mluví. Zmínky o ní najdeme také v Žalmech, knize Izajáš a také v Novém zákoně: odvolává se na ni apoštol Petr, Pavel a dokonce i Ježíš. V řecky psaných rukopisech je pro potopu použit výraz „kataklysmos“.

### Biblická kritika
Představitelé kritického směru upozorňují na vnitřní rozpory v textu [např. trvání potopy Gn 7, 17 (Kral, ČEP) vs. Gn 7, 24 (Kral, ČEP); počet zachraňovaných zvířat Gn 6, 19–20 (Kral, ČEP) vs. Gn 7, 2–3 (Kral, ČEP) aj.], na jazykovou nesourodost textu [střídavé užívání různých božích jmen; různé způsoby označení pohlaví zvířat v Gn 7, 2 (Kral, ČEP) a Gn 7, 9 (Kral, ČEP) aj.] i stylistické nesrovnalosti [Noe s rodinou nastupují do archy v Gn 7, 7 (Kral, ČEP) a znovu v Gn 7, 13 (Kral, ČEP)]. Podle teorie dokumentů existovaly původně dvě verze příběhu o potopě, jedna v dokumentu jahvistově a jedna v kněžském kodexu. Konečná podoba příběhu je pak výsledkem důmyslného redakčního zpracování, které použilo střídavě části z jedné i druhé verze tak, aby zjevné rozpory byly méně nápadné nebo vysvětlitelné novým kontextem, do kterého byly vsazeny. Texty obou původních příběhů přitom zůstaly zachovány ve své úplnosti a lze je rekonstruovat:
| Jahvistův text | Kněžský kodex |
| --- | --- |
| Gn 6, 5–8 (Kral, ČEP): Když viděl Hospodin, že veliká byla zlomyslnost člověka na zemi a že byl všechen výtvor myšlenek srdce jeho jen zlý — po celý čas, litoval Hospodin, že byl udělal člověka na zemi a rmoutil se v srdci svém. I pravil Hospodin: vyhladím člověka, kterého jsem stvořil, s povrchu země: jak člověka, tak dobytek, a plaz a ptactvo nebeské, neboť lituji, že jsem je učinil. Noach však nalezl milost před Hospodinem. | |
| | Gn 6, 9–22 (Kral, ČEP): Tyto jsou příběhy Noachovy: Noach byl mužem spravedlivým, dokonalým ve svém věku; s Bohem kráčel Noach. Noach zplodil tři syny: Šéma, Chama a Jefeta. I byla zkažena země před Bohem a země byla plná násilím. A viděl Bůh zemi a hle, byla zkažena, neboť zkazil každý tvor svůj způsob [života] na zemi. Tu řekl Bůh Noachovi: konec všech tvorů nastal přede mnou, neboť plna jest země násilím jejich; a hle, zkazím je se zemí. Udělej si koráb z dříví cypřišového, komůrky zdělej v korábu a zalep jej vnitř a vně smolou. A tak učiň jej: tři sta loket [budiž] délka korábu, padesát loket šířka jeho a třicet loket výška jeho. Učiň korábu světlík a ukonči jej nahoře až na loket a dvéře korábu zasaď na straně jeho, dolní, druhé a třetí patro zděláš v něm. A já, hle já přivedu potopu, vodu na zemi, abych vyhladil veškeré maso, ve kterém jest dech života, pod nebem; vše, co jest na zemi, zajde. S tebou však učiním smlouvu svou, a vejdeš do korábu: ty a synové tvoji, žena tvá a ženy synů tvých s tebou, a ze všeho živého, ze všech tvorů uvedeš do korábu po dvou ze všech, abys [je] s sebou zachoval na živu, samec a samice buďtež; ze ptactva dle druhu jeho a z dobytka dle druhu jeho, z veškerého plazu země dle druhu jeho, po dvou ze všech nechť vejdou k tobě, abys [je] zachoval na živu. A ty vezmi si z veškeré potravy, která se jí, a nashromáždi [ji] u sebe, aby byla tobě a jim ku pokrmu. Noach učinil — docela, jak mu přikázal Bůh, tak učinil. |
| Gn 7, 1–5 (Kral, ČEP): I řekl Hospodin Noachovi: vejdi, ty a celý dům tvůj, do korábu, neboť tebe uznal jsem za spravedlivého před sebou v pokolení tomto. Z veškerého čistého dobytka vezmi si po sedmi, samce a samici [jeho], a z dobytka, který není čistý, po dvou, samce a samici [jeho]; také z ptactva nebeského po sedmi, samce a samici, aby se zachovalo símě [jejich] na povrchu celé země. Neboť po dnech ještě sedmi sešlu dešť na zemi čtyřicet dnů a čtyřicet nocí a vyhladím všecku bytost, kterou jsem učinil, s povrchu země. I učinil Noach vše tak, jak mu Hospodin přikázal.           | |
| | Gn 7, 6 (Kral, ČEP): A Noachovi bylo šest set let, když byla potopa, voda na zemi. |
| Gn 7, 7 (Kral, ČEP): Tu vešli Noach a synové jeho, a žena jeho a ženy synů jeho s ním do korábu před vodami potopy. | |
| | Gn 7, 8–9 (Kral, ČEP): Z dobytka čistého a z dobytka, který není čistý, z ptactva a ze všeho, co se plazí po zemi, po dvou vešlo k Noachovi do korábu: samec a samice, jak Bůh přikázal Noachovi. |
| Gn 7, 10 (Kral, ČEP): Stalo se po sedmi dnech, že voda potopy byla na zemi. | |
| | Gn 7, 11 (Kral, ČEP): Roku šestistého věku Noachova, měsíce druhého, sedmnáctého dne měsíce, dne tohoto, vyrazily všecky prameny veliké propasti a otvory nebe se otevřely. |
| Gn 7, 12 (Kral, ČEP): A byl déšť na zemi čtyřicet dnů a čtyřicet nocí. | |
| | Gn 7, 13–16 (Kral, ČEP): Právě dne tohoto vešli Noach a Šém a Cham a Jefet, synové Noachovi, a žena Noachova a tři ženy synů jeho s nimi do korábu, oni a všeliká zvěř dle druhu svého a všeliký dobytek dle druhu svého a všeliký plaz, který se plazí po zemi, dle druhu svého a všeliké ptactvo dle druhu svého, všechna ptáčata, všichni okřídlenci, vešli k Noachovi do korábu, po dvou ze všelikého těla, ve kterém jest dech života; a ti, kteří vešli, samec a samice ze všeho těla vešli, jak mu přikázal Bůh. |
| Gn 7, 16–20 (Kral, ČEP): A zavřel Hospodin za ním. A byla potopa čtyřicet dnů na zemi; přibývalo vody, která vyzdvihla koráb, takže se povznášel nad zemí. Voda silně stoupala a přibývalo jí velice na zemi; a koráb plul na povrchu vody. Voda stoupala mohutně víc a více nad zemí a byly pokryty všeckny hory vysoké, které [jsou] pod celým nebem. Patnáct loket do výše stoupala voda a hory byly pokryty. | |
| | Gn 7, 21 (Kral, ČEP): A zahynulo všechno tělo, které se hýbe na zemi, ptactvo, dobytek, zvířena, a všechen hmyz, který se plazí po zemi, a všichni lidé. |
| Gn 7, 22–23 (Kral, ČEP): Vše, v jehož nose byl dech života, ze všeho co [žilo] na souší, — umřelo. A vyhubil [Bůh] všecku bytost na povrchu země od člověka až do dobytka, až do plazu a až do ptactva nebeského — [vše] bylo vyhubeno se země. A zbyl jen Noach a co bylo s ním v korábu. | |
| | Gn 7, 24 – 8, 5 (Kral, ČEP): Silně stoupala voda nad zemí sto padesát dnů. Tu vzpomněl Bůh na Noacha a na všechna zvířata a na všechen dobytek, který byl s ním v korábu, a přivedl Bůh vítr nad zemí, a voda opadávala. Uzavřeny byly prameny propasti a otvory nebeské, a přestál déšť s nebe. Voda se ztrácela s povrchu země stále a ubývalo vody po sto padesáti dnech. A stanul koráb v sedmém měsíci sedmnáctého dne měsíce tohoto na pohoří Araratském. A vody ubývalo stále až do desátého měsíce. V desátém [měsíci], prvního [dne] měsíce tohoto objevily se vrcholy hor. |
| Gn 8, 6 (Kral, ČEP): Po čtyřiceti dnech otevřel Noach okno korábu, které byl udělal. | |
| | Gn 8, 7 (Kral, ČEP): A vypustil krkavce; a [ten] létal ven a zpět, až vyschly vody se země. |
| Gn 8, 8–12 (Kral, ČEP): Tu vypustil holubici [pryč] od sebe, aby poznal, zdali ubylo vody s povrchu země; ale holubice nenašla místa, kde by spočinula noha její. Tu navrátila se k němu do korábu, neboť [ještě] byla voda na povrchu celé země. Vztáhl [tedy] ruku svou, uchopil ji a vnesl ji k sobě do korábu. A čekal ještě sedm dnů dalších a vypustil opět holubici z korábu. I přiletěla k němu holubice k večeru, a hle: utržený list olivový v zobáku jejím. Tu poznal Noach, že ubylo vody s povrchu země. A počkal ještě sedm dnů dalších a vypustil holubici, ale ta se nenavrátila již k němu. | |
| | Gn 8, 13 (Kral, ČEP): Roku šestistého prvního, v prvním [měsíci] prvního [dne] měsíce vyschla voda s povrchu země. |
| Gn 8, 13 (Kral, ČEP): Tu sňal Noach střechu korábu a viděl: hle oschlý byl povrch země. | |
| | Gn 8, 14–19 (Kral, ČEP): A druhého měsíce, sedm a dvacátého dne měsíce oschla země. I pravil Bůh k Noachovi řka: Vyjdi z korábu: ty a žena tvá, synové tvoji a ženy synů tvých s tebou. Všelikou zvěř, která jest s tebou, ze všelikého těla, z ptactva a z dobytka a ze všelikého plazu, který se plazí po zemi, vyveď s sebou, aby se plodila a množila na zemi. I vyšli Noach a synové jeho, žena jeho a ženy synů jeho s ním. Všechna zvěř, všechen plaz a všecko ptactvo, vše, co se hýbe na zemi, dle druhů svých, vyšlo z korábu. |
| Gn 8, 20–22 (Kral, ČEP): Noach vystavěl oltář Hospodinu a vzal ze všeho čistého dobytka a ze všeho čistého ptactva a přinesl oběti zápalné [Olah] na oltář. A cítil Hospodin libou vůni i řekl Hospodin sobě: nebudu již klnouti půdě pro člověka, poněvadž myšlení srdce člověka jest zlé od mládí, a nebudu opět bíti vše živé, jak jsem [to] učinil. Po všecku dobu trvání země, setba a žeň, mráz a žár, léto a zima, den i noc nadále nepřestanou. | |

## Potopa světa u Řeků
Všechno začalo hněvem Dia nad králem Lykáonem, který přinášel bohům lidské oběti. Zeus ho proto proměnil ve vlka. Leč po králi zůstalo ještě padesát synů, kteří byli ještě horší než jejich otec. Jednou je Zeus navštívil v podobě tuláka a synové, aby ho uctili, mu nabídli lidské maso (kanibalismus byl v antice považovaný za největší ohavnost – srov. např. pronásledování křesťanů jako pojídačů těla Kristova). To Diem tak otřáslo, že se rozhodl vyhladit lidstvo. Jediný, kdo se zachránil, byl Deukalión, kterého varoval jeho otec Prométheus. Ten se svou ženou Pyrrhou vyrobil z akáciového dřeva loď. Potopa trvala 9 dní, poté loď přistála na hoře Parnas. Poté, co vody opadly, začalo se jim stýskat po ostatních lidech. Jejich nářek rozesmutnil i samotného Dia, a tak jim poslal boha Herma s radou. Měli si zakrýt hlavy a házet za sebe kosti matky všech lidí. Oba dlouho přemýšleli, kdo je matkou všech lidí, až jim došlo, že je to Země. Házeli tedy kameny a tam, kam kameny dopadly, objevili se lidé. Ženy z těch kamenů, co odhodila Pyrrha, muži z kamenů Deukalionových. Deukalion s Pyrrhou měli ještě spoustu vlastních dětí, z nichž nejznámější je Hellén.

## Potopa světa v dalších kulturách
Lidové vyprávění o katastrofální potopě, při níž vše živé zahynulo kromě několika lidí plujících v plavidle, se traduje tisíce let po celém světě – takové legendy objevili badatelé téměř ve všech národech a kmenech. Celkový počet známých příběhů je asi 270, přičemž nejvíce z nich se nachází v Asii a na severoamerickém kontinentu. Kromě známého babylónského Eposu o Gilgamešovi (Utnapištim) se o potopě vyprávělo mezi Kurnaji v Austrálii, Čiriguany v Bolívii, mořskými Dajaky na Borneu, Kríji v Kanadě, původními obyvateli Kuby, Masaji ve východní Africe, Maory na Novém Zélandu, také na Fidži, ve Francouzské Polynésii, na Islandu, v Mexiku, v Rusku, ve Vietnamu, v Peru i na Aljašce. Příběhy mají většinou tyto společné rysy: zničení vodou, božská příčina, varování předem, záchrana jen několika lidí, záchrana zvířat, k záchraně použito plavidlo. Badatelé obvykle soudí, že není možné, aby tyto pověsti pocházely z kontaktu s misionáři.
Z nejstarší sumerské verze potopy světa, jejíž části se dochovaly na fragmentech hliněných tabulek z počátku 2. tis. př. n. l. nalezených v Nippuru, se upravený příběh dostal do akkadské verze. Později byl znovu upraven a zapracován do eposu o Gilgamešovi, který je dobře dochován zejména v mladší akkadské verzi. Nalezeny byly rovněž fragmenty překladů do churritštiny i chetitštiny z druhé pol. 2. tis. př. n. l. Tato verze vyprávění o potopě je velmi podobná biblickému vyprávění, které ji někdy po vládě krále Šalomouna převzalo a přizpůsobilo své teologii ve vztahu Hospodina a člověka.
Z fragmentů nejstarší dochované sumerské verze se dozvídáme, že spravedlivým, který byl ušetřen, postavil obří archu, a tak přežil, byl Ziusudra. Bohové seslali na zemi ničivou potopu řádící sedm dní a nocí. Bohové An a Enlil si Ziusudru zamilovali a po potopě mu darovali věčný život. V mladší akkadské verzi byl oním spravedlivým Atrachasís, jehož varoval bůh Enki, aby postavil archu ve tvaru krychle. Trestajícím bohem sesílajícím potopu byl v této verzi Enlil, který nakonec obdařil Atrachasíse nesmrtelností. Patrně z tohoto narativu se příběh dostal do vyprávění o Gilgamešovi. V babylonské verzi příběhu, která je součástí eposu o Gilgamešovi je oním spravedlivým Utnapištim, kterého varoval bůh Ea (sumerský Enki). Po potopě obdrželi Utnapištim a jeho žena od bohů nesmrtelnost.
Společnými prvky všech světových mýtů o velké potopě jsou podle teologa O. Havelky bohové či Bůh trestající lidstvo ničivou potopou, vědomí hříchu člověka, který trestu předchází a přežití vyvoleného spravedlivého, případně spravedlivých díky lodi nebo arše. Příběh o potopě vypovídá o narušeném vztahu k Bohu/bohům/božstvům překročením člověku určených pravidel, nedostatečnou bohoslužbou nebo nemorálním jednáním. Spolu s vědomím hříchu se v nejstarších dochovaných vrstvách narace objevuje reflexe rozlišování dobra a zla a lidského postoje k témuž v morální rovině. Příběh o potopě světa podle Havelky sleduje linii: 1. hřích, 2. trest v podobě ničivé potopy, 3. obnovení lidstva díky přežití spravedlivého, 4. boží příslib. Vzájemné ovlivnění sumerských, akkadských, hebrejských a později také řeckých verzí potopy světa je velmi pravděpodobné. Vzájemné ovlivnění předovýchodních verzí s verzí indickou a čínskou je také možné.

## Původ ve skutečných povodních
Existuje řada hypotéz, na základě jakých lokálních či globálních událostí pověstí o potopě vznikly.
Protože s koncem poslední doby ledové došlo ke zvýšení hladiny oceánů o více než 100 m, došlo k zaplavení mnoha lokalit po celém světě (například Perský záliv). To může být důvod rozšíření mýtů, které odrážejí různé lokality různých kultur. V Austrálii tato vyprávění sahají do doby před více než 7000 lety.
Podle některých dalších teorií jsou evropské a asijské legendy o potopě odrazem zpráv o zatopení prolákliny Černého moře. Například William Ryan a Walter Pitman předpokládají relativně rychlé zatopení celé rozsáhlé oblasti v okamžiku prolomení pevninské šíje v oblasti
Bosporu a Dardanely, k němuž podle nich došlo přibližně v roce 5600 př. n. l..
K dalším hypotézám patří tsunami způsobené výbuchem sopky Théry ve Středozemním moři, globální povodeň způsobená kometou nebo se příběh odvozuje od významu povodních pro velké starověké civilizace vyvíjející se při velkých tocích řek.